# Triaenodes trifidus
Triaenodes trifidus là một loài Trichoptera trong họ Leptoceridae. Chúng phân bố ở miền Australasia.